# Polska Komisja Akredytacyjna
Polska Komisja Akredytacyjna (PKA) – gremium eksperckie oceniające jakość kształcenia na polskich uczelniach, utworzone 1 stycznia 2002, do 30 września 2011 pod nazwą Państwowa Komisja Akredytacyjna.

## Opis
Polska Komisja Akredytacyjna jest niezależnym gremium eksperckim działającym na rzecz doskonalenia jakości kształcenia we wszystkich uczelniach publicznych i niepublicznych działających w polskim systemie szkolnictwa wyższego. PKA dokonuje ocen programowych i instytucjonalnych oraz przedstawia ministrowi właściwemu do spraw szkolnictwa wyższego wyniki tych ocen, opinie w sprawie utworzenia uczelni oraz przyznania uczelni lub jej podstawowej jednostce organizacyjnej uprawnienia do prowadzenia studiów na określonym kierunku, poziomie i profilu kształcenia, opinie w sprawie przywrócenia zawieszonego uprawnienia do prowadzenia studiów na określonym kierunku, poziomie i profilu kształcenia, a także opinie w sprawie utworzenia przez uczelnię zagraniczną uczelni lub filii w Polsce.
Ponadto PKA wydaje opinie o jakości kształcenia w jednostkach ubiegających się o uprawnienia do nadawania stopni naukowych i w zakresie sztuki, a także formułuje opinie na temat projektów aktów prawnych dotyczących szkolnictwa wyższego i nauki.
Poddanie się ocenie Polskiej Komisji Akredytacyjnej jest obligatoryjne. Wyniki dokonanych ocen, a także raporty zespołów oceniających i uchwały Prezydium Polskiej Komisji Akredytacyjnej, publikowane są na jej stronie internetowej.
Do 30 września 2011 nosiła nazwę Państwowa Komisja Akredytacyjna. Kompetencje PKA zostały rozszerzone ustawą z dnia 27 lipca 2005 Prawo o szkolnictwie wyższym oraz nowelizacją ustawy o stopniach naukowych i tytule naukowym oraz o stopniach i tytule w zakresie sztuki z dnia 18 marca 2011.
W latach 2002–2014 Polska Komisja Akredytacyjna przyznała 5363 ocen (w tym 147 ocen wyróżniających, 4427 pozytywnych, 601 warunkowych i 188 negatywnych) oraz zaopiniowała 6196 wniosków (w tym 3174 pozytywnie).

## Rodzaje i skala ocen
Ocena programowa dokonywana jest na kierunkach, poziomach i profilach studiów wyższych. W jej trakcie weryfikuje się jakość prowadzonego kształcenia oraz stopień spełnienia wymagań określonych w ustawie Prawo o szkolnictwie wyższym i przepisach wykonawczych, a także kompleksowość, funkcjonowanie i skuteczność wewnętrznego systemu zapewniania jakości kształcenia i mechanizmy jego doskonalenia.
Ocena instytucjonalna obejmuje ocenę działalności podstawowych jednostek organizacyjnych uczelni oraz ocenę jakości kształcenia na studiach doktoranckich i podyplomowych (jeśli takie są prowadzone), w tym związek strategii rozwoju jednostki ze strategią rozwoju uczelni, funkcjonowanie wewnętrznego systemu zapewniania jakości kształcenia, współpracę z otoczeniem społeczno-gospodarczym i stopień umiędzynarodowienia.
Szczegółowe kryteria dokonywania ocen określone zostały w Statucie Polskiej Komisji Akredytacyjnej dostępnym na jej stronie internetowej.
W ocenie programowej i instytucjonalnej stosowana jest taka sama skala ocen obejmująca ocenę wyróżniającą, pozytywną, warunkową i negatywną. Ocena wyróżniająca przyznawana jest na 8 lat, a ocena pozytywna na 6 lat (kolejna ocena może być przeprowadzona wcześniej, jeśli zaistnieją odpowiednie ku temu przesłanki). Uchwała o przyznaniu oceny warunkowej wskazuje termin dokonania następnej oceny (najczęściej w kolejnym roku akademickim). Negatywna ocena programowa zobowiązuje ministra właściwego do spraw szkolnictwa wyższego do wydania decyzji o cofnięciu lub zawieszeniu uprawnienia do kształcenia na danym kierunku studiów i poziomie kształcenia, natomiast negatywna ocena przyznana w wyniku procedury oceny instytucjonalnej skutkuje powrotem do ocen programowych.

## Struktura organizacyjna
W kadencji 2024-2027 w skład Polskiej Komisji Akredytacyjnej wchodzą następujące zespoły:
- Zespół nauk humanistycznych, nauk o rodzinie i nauk teologicznych
- Zespół nauk inżynieryjno-technicznych
- Zespół nauk rolniczych i weterynaryjnych
- Zespół nauk medycznych i nauk o zdrowiu
- Zespół nauk ścisłych i przyrodniczych
- I Zespół nauk społecznych
- II Zespół nauk społecznych
- Zespół sztuki
- Zespół do spraw kształcenia nauczycieli
- Zespół odwoławczy

Organami Komisji są przewodniczący, wiceprzewodniczący, sekretarz oraz prezydium, skład którego tworzą przewodniczący, przewodniczący zespołów, przewodniczący Parlamentu Studentów RP, sekretarz oraz przedstawiciel organizacji pracodawców.

## Przewodniczący
- Andrzej Jamiołkowski (2002–2004)
- Zbigniew Marciniak (2005–2007)
- Marek Rocki (2008–2015)
- Krzysztof Diks (2016–2021)[6][7]
- Stanisław Wrzosek (2021–2023)
- Tadeusz Stanisławski (2023–2024)
- Janusz Uriasz (od 2024)